# Cantone di Marans
Il Cantone di Marans è una divisione amministrativa dell'arrondissement di La Rochelle.
A seguito della riforma approvata con decreto del 27 febbraio 2014, che ha avuto attuazione dopo le elezioni dipartimentali del 2015, è passato da 6 a 20 comuni.

## Composizione
I 6 comuni facenti parte prima della riforma del 2014 erano:
- Andilly
- Charron
- Longèves
- Marans
- Saint-Ouen-d'Aunis
- Villedoux

Dal 2015 i comuni appartenenti al cantone sono i seguenti 20:
- Andilly
- Angliers
- Benon
- Charron
- Courçon
- Cramchaban
- Ferrières
- La Grève-sur-Mignon
- Le Gué-d'Alleré
- La Laigne
- Longèves
- Marans
- Nuaillé-d'Aunis
- La Ronde
- Saint-Cyr-du-Doret
- Saint-Jean-de-Liversay
- Saint-Ouen-d'Aunis
- Saint-Sauveur-d'Aunis
- Taugon
- Villedoux